# Miłocin (Rzeszów)
Miłocin – część Rzeszowa, umowna dzielnica miasta, dzielącą się administracyjnie na dwie jednostki pomocnicze – osiedla:
Osiedle Miłocin oraz Osiedle Miłocin – św. Huberta.
Miłocin leży w północnej części Rzeszowa. Zajmuje powierzchnię ponad 2,2  km² i jest zamieszkiwany łącznie przez ok. 2 tys. osób. W północnej części Miłocina, na północ od linii kolejowej Kijów-Lipsk leży Osiedle Miłocin – św. Huberta, utrzymała się ulicowa zabudowa jednorodzinna charakterystyczna dla przedmieść, z rozbudowującymi się obecnie nowymi zespołami domów jednorodzinnych i osiedlami szeregówek.
Miłocin jest siedzibą parafii św. Huberta, należącej do dekanatu Rzeszów Fara, diecezji rzeszowskiej.

## Włączanie do Rzeszowa
- 1971 – W 1971 w ramach regulacji ówczesnej granicy Rzeszowa miała miejsce wymiana gruntów z wsią Miłocin, w ramach której włączono do miasta małą enklawę w okolicy ul. Borowej[potrzebny przypis].
- 1977 – W 1977, w czasie kolejnej zmiany granic Rzeszowa, włączono do miasta niewielki fragment wsi (29 ha) w okolicy obecnej ul. Ślusarczyka, gdzie powstało Osiedle Baranówka IV B[5].
- 2010 – 1 stycznia 2010 nastąpiło kolejne powiększenie miasta o tereny Osiedla Miłocin (tzw. Kolonia) o powierzchni 124,20 ha[6], zabudowane miejskim osiedlem domków jednorodzinnych i szeregówek. Nowe ulice osiedla noszą nazwy przypraw, np. ul. Miętowa, Laurowa, Waniliowa. Na tym osiedlu znajduje się również stara zabudowa szkoły rolniczej pochodząca z XIX-wiecznej fundacji rzeszowianina Jana Towarnickiego z 1905 roku – obecnie Zespół Szkół Agroprzedsiębiorczości oraz jedna z wyższych uczelni Rzeszowa: Wyższa Szkoła Inżynieryjno-Ekonomiczna w Rzeszowie. Przyłączona w 2010 r. do Rzeszowa południowa część Miłocina stanowi Osiedle Miłocin składające się z wybudowanych tu w latach 80. i 90. XX wieku domów jednorodzinnych i szeregówek w zwartej, miejskiej zabudowie pozbawionej całkowicie zabudowy gospodarczej i położonej na skraju rzeszowskiej dzielnicy mieszkaniowej Baranówka, tworząc z nią funkcjonalnie jednolitą całość. Na terenie Osiedla Miłocin przy zabytkowym zespole szkół rolniczych znajduje się zabytkowy park, z gatunkami drzew będącymi pod ochroną. Na obszarze dzielnicy ulokowana też będzie część Podkarpackiego Parku Naukowo-Technologicznego.
- 2019 – Do końca grudnia 2018 roku północna część dzielnicy stanowiła jeszcze odrębną podmiejską wieś w województwie podkarpackim, w powiecie rzeszowskim, administracyjnie należącą do oddalonej o około 10km siedziby gminy miejsko-wiejskiej w Głogowie Małopolskim[7]. Z dniem 1 stycznia 2019 roku pozostała część Miłocina została włączona w całości do Rzeszowa, tworząc Osiedle Miłocin – św. Huberta, z zabytkową kaplicą św. Huberta pochodzącą z fundacji rodu Lubomirskich, dawnych właścicieli m.in. Rzeszowa i ówczesnego Miłocina[1].

## Zobacz też

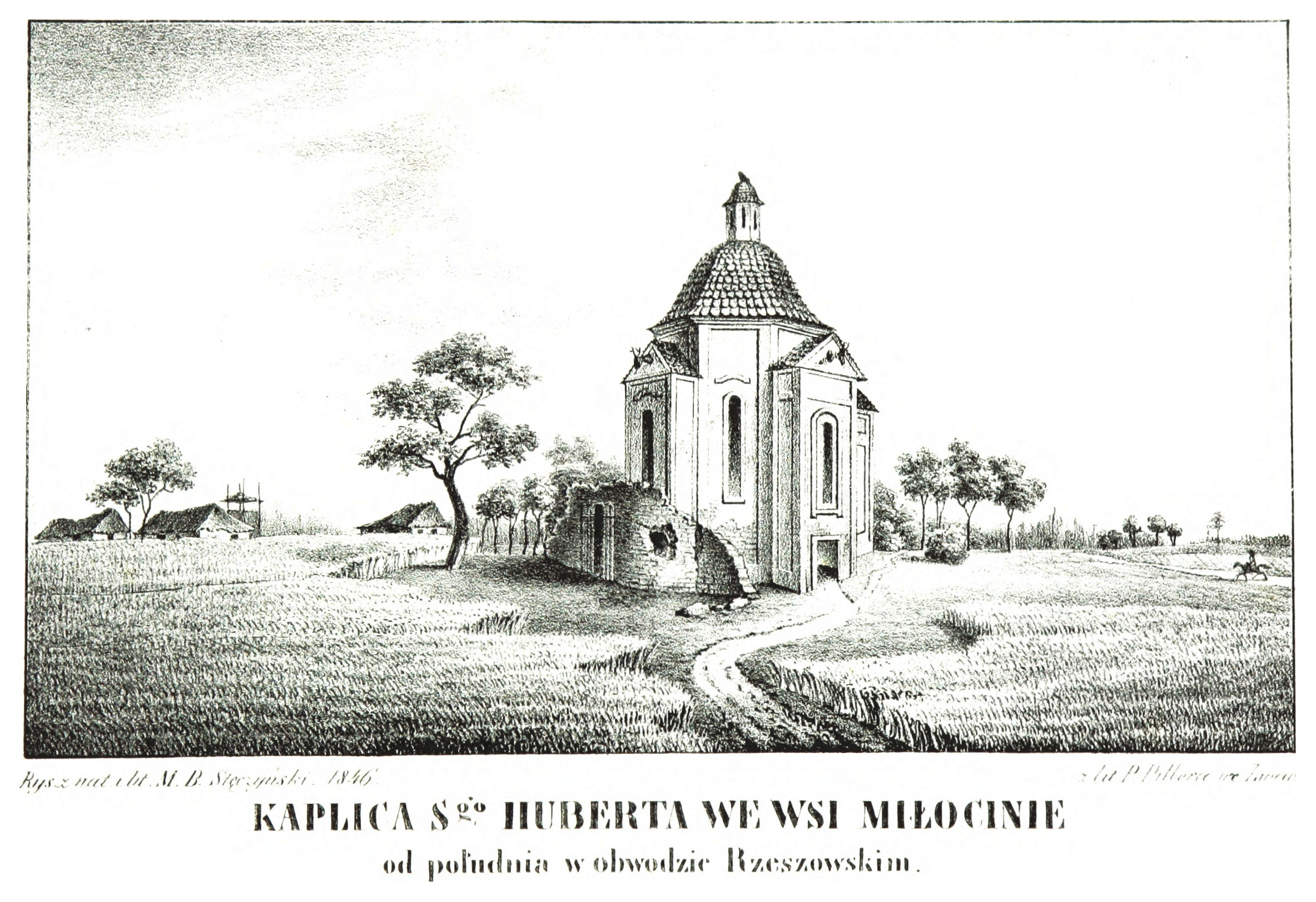
Kaplica św. Huberta (rycina z 1846)